# 忘れられた者 (ムソルグスキー)
バラード『忘れられた者』（ロシア語: Баллада«Забытый»、ラテン文字表記の例:Ballada«Zabytyi»）は、モデスト・ムソルグスキーが1874年に作曲したピアノ伴奏による歌曲。演奏時間はおよそ2分。

## 概要

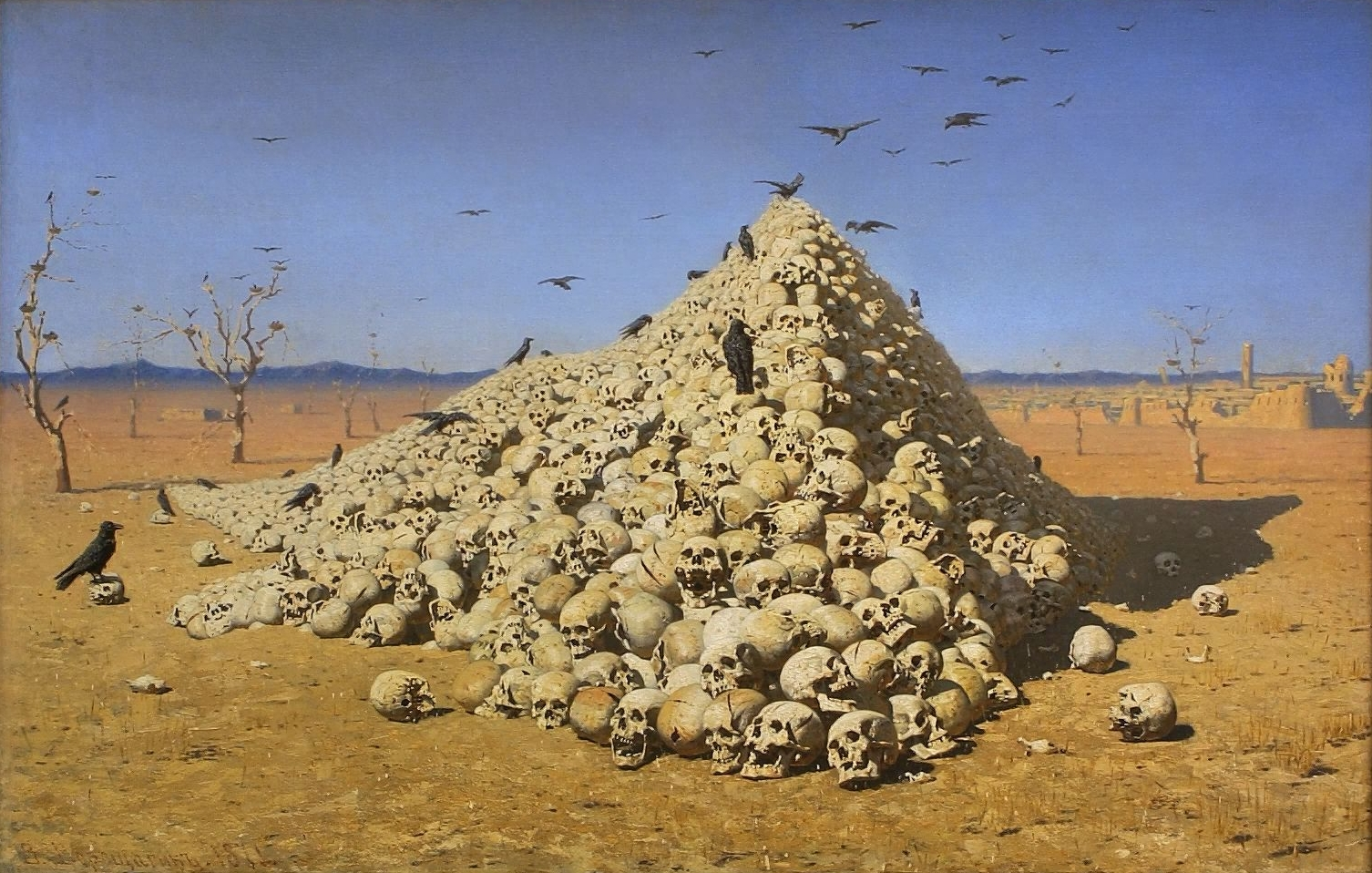
『戦争の結末』（1871年 トレチャコフ美術館）
作曲の契機となった絵画『忘れられた者』ではない。

戦争画家として知られるヴァシーリー・ヴェレシチャーギンが1871年にトルキスタン・シリーズの一環として描いた同名の絵画に触発されて作曲された。この絵は、前線で斃れそのまま戦場に置き去りにされたロシア軍兵士の遺体と、それをついばもうと群がるカラスの群れを描いている。ムソルグスキーは、1874年にサンクトペテルブルクで開催された展覧会でこの絵を観て心を動かされ、同じく絵に感銘を受けたアルセニイ・ゴレニシチェフ＝クトゥーゾフが書いた詞に付曲、画家に献呈している。ムソルグスキーとゴレニシチェフ＝クトゥーゾフの最初の合作となった作品で、作曲家と詩人の協力はこの後、歌曲集『日の光もなく』、『死の歌と踊り』などの諸作品を生み出すこととなった。曲調は陰鬱で、葬送行進曲を思わせるものとなっている。作曲された年にベッセリ社から出版され、ムソルグスキーの死後、1887年にグートヘイル社から再版された。
なお、ヴェレシチャーギンの絵は、彼の才能を高く評価していたロシア皇帝アレクサンドル2世から「ロシア軍には同朋の遺体を異国の地に置き去りにする者はいない」と批判されたことから、画家自らの手で破棄してしまうこととなった。このことが原因で、ヴェレシチャーギンは一時、精神的失調に陥ったという。

## 歌詞大意
彼は異郷で敵と戦い死んだ。

敵は戦友らに打ち破られ―

戦友は歓呼の声をあげ

ただ彼だけが忘れられ

戦場に一人横たわっている。

貪欲なカラスが血を飲み

死の脅威を浮かべた

見開いた瞳をついばむ。

そして満腹し飛び立っていく―

はるか彼方の故郷で

窓辺で母が子に乳を飲ませる。

「よしよし、泣かないで坊や

父ちゃん帰って来るからね、

お祝いに小さなピローグを

焼いてあげようね…」

だが―彼は忘れられ、一人横たわっている。